# Liste der höchsten Bauwerke in Schleswig-Holstein
Dies ist eine Liste der höchsten Bauwerke in Schleswig-Holstein. Sie zählt jedes Bauwerk im Bundesland auf, das eine Höhe von über 100 Metern aufweist. Sich in Bau befindliche und nicht mehr existierende Bauwerke sind hier nicht aufgelistet.
| Name                               | Typ              | Ort                     | Erbaut       | Höhe  |
| ---------------------------------- | ---------------- | ----------------------- | ------------ | ----- |
| Sender Bungsberg                   | Sendemast        | Schönwalde am Bungsberg | 2004         | 249 m |
| Elbekreuzung 2 (Strommast Nord)    | Freileitungsmast | Hetlingen               | 1978         | 227 m |
| Fernmeldeturm Kiel                 | Fernmeldeturm    | Kiel                    | 1974         | 227 m |
| Sender Flensburg                   | Sendemast        | Flensburg               | 1990         | 215 m |
| LORAN-C-Sender Rantum              | Sendemast        | Rantum                  | 1960er Jahre | 193 m |
| Elbekreuzung 1 (Strommast Nord)    | Freileitungsmast | Hetlingen               | 1962         | 189 m |
| Sender Hasenkrug                   | Sendemast        | Armstedt                |              | 182 m |
| Fernmeldeturm Bungsberg            | Fernmeldeturm    | Schönwalde am Bungsberg | 1977         | 179 m |
| Yara-Werk Brunsbüttel              | Schornstein      | Büttel (Elbe)           |              | 178 m |
| Sender Mölln                       | Sendemast        | Fuhlenhagen             |              | 176 m |
| Fernmeldeturm Freienwill           | Fernmeldeturm    | Freienwill              | 1975         | 174 m |
| Fernmeldeturm Heide                | Fernmeldeturm    | Heide                   |              | 158 m |
| Fernmeldeturm Hennstedt            | Fernmeldeturm    | Hennstedt (Steinburg)   | 1973         | 158 m |
| Sender Lübeck                      | Fernmeldeturm    | Stockelsdorf            | 1976         | 158 m |
| Sender Heide                       | Sendemast        | Welmbüttel              | 1987         | 152 m |
| Heizkraftwerk Wedel                | Schornstein      | Wedel                   | 1965         | 151 m |
| Sender Berkenthin                  | Sendemast        | Groß Disnack            |              | 149 m |
| Fernmeldeturm Bredstedt            | Fernmeldeturm    | Bordelum                | 1976         | 139 m |
| Fernmeldeturm Schleswig            | Fernmeldeturm    | Schleswig               | 1991         | 139 m |
| Covestro Industriepark Brunsbüttel | Schornstein      | Brunsbüttel             | 1973         | 134 m |
| Fernmeldeturm Neverstaven          | Fernmeldeturm    | Grabau (Stormarn)       |              | 134 m |
| Fernmeldeturm Bad Segeberg         | Fernmeldeturm    | Bad Segeberg            |              | 133 m |
| Marienkirche (Lübeck)              | Kirche           | Lübeck                  | 1351         | 125 m |
| Sender Süderlügum                  | Sendemast        | Süderlügum              |              | 123 m |
| Highlander                         | Gyro-Drop-Tower  | Sierksdorf (Hansa-Park) | 2019         | 120 m |
| Maritim Travemünde                 | Hochhaus         | Lübeck                  | 1974         | 119 m |
| Messmast Wittmoor                  | Messmast         | Holm (Kreis Pinneberg)  | 1998         | 118 m |
| Fernmeldeturm Puttgarden           | Fernmeldeturm    | Puttgarden              |              | 115 m |
| Sender Garding                     | Sendemast        | Garding                 | 1959         | 114 m |
| Sender Helgoland                   | Sendemast        | Helgoland               | 2000         | 113 m |
| Schleswiger Dom                    | Kirche           | Schleswig               | 1134         | 112 m |
| Kieler Rathaus                     | Rathaus          | Kiel                    | 1911         | 106 m |
| Lübecker Dom                       | Kirche           | Lübeck                  | 1247         | 105 m |
| Langer Wedel                       | Fernmeldeturm    | Wedel                   |              | 103 m |
| Umspannwerk Audorf                 | Umspannwerk      | Osterrönfeld            |              | 100 m |